# Pietro Pierini
Pietro Pierini (XIX secolo – XX secolo) è stato un inventore italiano.
Laureato in Ottica fisiologica all'Università di Pisa nell'anno accademico 1889-1890, ateneo in cui aveva insegnato il professore Carlo Matteucci, può essere considerato l'inventore del cinema sonoro anche se si interessò principalmente all'impiego dei raggi Roentgen (o raggi x) in campo medico-diagnostico e terapeutico.
I suoi studi sull'ottica e sulla elettricità in collaborazione con i fisici Angelo Battelli e Angelo Banti e gli ingegneri Francesco Bernieri, Ugo Barroccio, Enea Lamma e Lorenzo Bresciani lo portarono a interessarsi dell'argomento ‘sincronizzazione’, probabilmente usufruendo dei laboratori di Fisica e Ingegneria dell'Università di Pisa.
Ciò spiegherebbe la presenza del famoso scienziato Antonio Pacinotti - e di altri professori di cui la stampa non fornisce i nominativi (che stavano partecipando al Premio Matteucci) - alla più antica sperimentazione pubblica di un apparato cinematografico sonoro, avvenuta il 19 ottobre 1906 presso il Cinematografo Lumière di Palazzo Agostini. L'impianto venne brevettato, costruito e distribuito della società anonima Fabbrica Pisana di Pellicole Parlate sotto la dizione Sistema elettrico per sincronismo di movimenti e, dopo averne migliorato il funzionamento, come ‘Isosincronizzatore’.
La Fabbrica Pisana di Pellicole Parlate chiuse nel 1919 dopo aver prodotto alcuni cortometraggi di canzoni e brani d'opera.